# 广晟集团
广东省广晟控股集团有限公司（英語：Guangdong Rising Holdings Group Co., Ltd.，简称GDRH），简称广晟集团、广晟控股，是以矿业、电子信息为主业，环保、工程地产、金融为辅的广东省属大型跨国企业集团。

## 历史
作为广东省首家省直资产经营公司，广东省广晟资产经营有限公司于1999年12月30日正式挂牌运作，根据军队、武警部队和政法机关不再从事经商活动的重大决策下，公司获广东省政府授权，在原军队、武警部队、政法机关移交予广东省的企业以及广东省电子工业总公司进行统一管理。成立之初，公司接收了分散在40多个行业的510户企业、近12万名员工，是全国唯一一家以军队、武警部队和政法机关移交企业为主体组建起来的大型国有独资企业。2001年，接管中央下放到广东省管理的29户有色金属企业，成为中国有色金属工业总公司深圳公司（中金岭南）最大股东。2002年，广晟持有的原广东省农村电话局资产折价入股中国电信，使得公司成为中国电信的大股东之一。
2006年，经过两次结构调整与产业重组，公司将“有色金属工业、电子信息产业、酒店旅游业、建设业”确定为四大主导产业。2008年4月2日，广晟与肇庆市人民政府签署战略合作框架协议，正式入主肇庆电子元器件制造商风华高科。广业冶金、韶关大宝山矿业整体无偿划转至广晟。2009年，子公司广晟有色借壳海南兴业聚酯股份有限公司成功上市。
2014年、2015年，通过子公司广东省电子信息产业集团有限公司，先后入主国星光电、佛山照明，酒店业务板块被划入新成立的广东旅控集团。2016年，成为东江环保控股股东。
2021年，更名为广东省广晟控股集团有限公司。

## 主要子公司
- 矿业：中金岭南、广晟有色、广东省稀土产业集团
- 电子信息产业：风华高科、国星光电、佛山照明
- 环保板块：东江环保
- 工程地产板块：广东省广晟地产集团有限公司、广东华建企业集团有限公司、广东省广晟置业集团有限公司、广东省广晟建设投资集团有限公司
- 金融：广晟财务、广晟资本，参股易方达基金、广东南粤银行、海晟金融租赁。